# Alegeri legislative în Statele Unite ale Americii, 1789
Alegerile legislative din Statele Unite ale Americii, 1789 au fost primele alegeri pentru Camera Reprezentanților a Statelor Unite ale Americii din 1789, care au coincis cu alegerea președintelui George Washington. Unii candidați au fost aleși în 1788, alții în 1789. Datele și modul de desfășurare a alegerilor au fost stabilite de către state. Partidele politice actuale nu existau încă, dar noii membri ai Congresului erau pur și simplu categorisiți fie "pro-conducere" (i.e., pro-Washington și pro-Alexander Hamilton) fie „anti-conducere."
Prima sesiune a primei Camere a Reprezentanților s-a instaurat la comandă pe 4 martie 1789 cu numai treisprezece membri. Cvorumul necesar (treizeci de membri din cincizeci și nouă) nu a fost prezent până pe 1 aprilie 1789. Prima ordine a activităților a fost de a alege un purtător de cuvânt. În primul tur de scrutin, Frederick Muhlenberg a fost ales purtător de cuvânt cu o majoritate de voturi. Activitatea primei sesiuni a fost în mare măsură, mai degrabă o chestiune de procedură decât de politică.
În această perioadă fiecare stat și-a ales propria dată pentru alegerea generală a Congresului. Acest articol conține de asemenea, toate alegerile naționale de la primul Congres. Alegerile pentru Congres au avut loc, atât în anii stabiliți anterior, cât și în anii impari atunci când Congresul era convocat. În unele state delegația congresului nu a fost aleasă până după startul juridic al Congresului (în ziua de 4 martie a anului impar).

## Datele alegerilor
| #   | Stat                       | Tip                       | Data                              | Total locuri | Pro-Administration | Anti-Administration |
| --- | -------------------------- | ------------------------- | --------------------------------- | ------------ | ------------------ | ------------------- |
| 01. | Connecticut                | At-Large (x5)             | 22 decembrie 1788                 | 5            | 5                  | 0                   |
| 02. | Delaware                   | At-Large (x1)             | 7 ianuarie 1789                   | 1            | 1                  | 0                   |
| 03. | Georgia                    | At-Large/Districtul (3x1) | 9 februarie 1789                  | 3            | 0                  | 3                   |
| 04. | Massachusetts              | At-Large/Districtul (6x1) | 7 - 11 ianuarie 1789              | 6            | 2                  | 4                   |
| 05. | Massachusetts              | Districtul (8x1)          | 18 decembrie 1788                 | 8            | 6                  | 2                   |
| 06. | New Hampshire              | At-Large (x3)             | 15 decembrie 1788                 | 3            | 2                  | 1                   |
| 07. | New Jersey                 | At-Large (x4)             | 11 februarie - 27 aprilie 1789    | 4            | 4                  | 0                   |
| 08. | New York                   | District (6x1)            | 3 - 5 martie 1789                 | 6            | 3                  | 3                   |
| 09. | Carolina de Nord           | District (5x1)            | 5 - 6 februarie 8 - 9 martie 1790 | 5            | 2                  | 3                   |
| 10. | Pennsylvania               | At-Large (x8)             | 26 noiembrie 1788                 | 8            | 6                  | 2                   |
| 11. | Rhode Island               | At-Large (x1)             | 31 august 1790                    | 1            | 1                  | 0                   |
| 12. | Alegeri în Carolina de Sud | District (5x1)            | 24 - 25 noiembrie 1788            | 5            | 2                  | 3                   |
| 13. | Virginia                   | District (10x1)           | 2 februarie 1789                  | 10           | 3                  | 7                   |
| →   | Total                      | A-L:22, A-L/D:9, D:34     | 1788 - 1790                       | 65           | 37                 | 28                  |

## Rezultate generale
| Partid                    | Total locuri | Modificare | Procentajul locurilor |
| ------------------------- | ------------ | ---------- | --------------------- |
| Pro-Administration Party  | 37           | N/A        | 56.9%                 |
| Anti-Administration Party | 28           | N/A        | 43.1%                 |
| Total                     | 65           | N/A        | 100%                  |